# لنز مینولتا ای‌اف ۳۵میلی‌متر اف/۱٫۴ جی
لنز مینولتا ای‌اف ۳۵میلی‌متر اف/۱٫۴ جی (به انگلیسی: Minolta AF 35mm f/1.4 G lens) نام لنز دوربین عکاسی از نوع ثابت است که توسط شرکت مینولتا، سونی تولید می‌شود. فاصلهٔ کانونی این لنز ۳۵ میلی‌متر، دیافراگم آن دارای ۹ تیغه و ضریب اف آن اف ۱٫۴ است. این لنز در 2007 میلادی تولید و عرضه شده‌است.